# Galaxy Nexus
Galaxy Nexus（ギャラクシー ネクサス）はサムスン電子とGoogleによって共同開発された、第3世代移動通信システム、及び第4世代移動通信システム対応のAndroidスマートフォンである。端末ならびにオペレーティングシステム(OS)の開発には両社のエンジニアが共同で行われた。 
Googleのフラグシップ機としてNexus OneとNexus Sに次ぐ機種である。端末にはカーブが設けられた高精細度（HD, 1280×720ピクセル）のSuper AMOLED方式のディスプレイ、カメラ機構の改良、そしてAndroid OSの新しいバージョンとなる4.0（コードネーム: Ice Cream Sandwich）が搭載された。
名称はサムスンのスマートフォンブランドであるSamsung GalaxyとGoogleのAndroidスマートフォンブランドであるGoogle Nexusを組み合わせたものである。
2011年10月19日に香港でGoogleとサムスンが共同で開いたIce Cream Sandwichのイベントで明らかにされ、同年11月17日に世界で最初に発売された。
日本においてはNTTドコモからSC-04Dの型番として、同年12月2日から発売されている。

## 歴史
2011年5月、Googleのモバイル部門上級副社長のアンディ・ルービンは、Googleが次のNexusブランドの計画を続けること、そして三代目のNexusを市場に出すことを公表した。
10月19日にサムスンモバイル社は"Google Episode"と称するティザー映像を解禁、上映した。元々この動画は10月11日に公開する予定であったが、5日のスティーブ・ジョブズの逝去を受けて延期した。
2013年7月24日にGSM版グローバルモデルがAndroid 4.3にアップデートされた。しかし2013年10月31日、Android 4.4 の発表時に Galaxy Nexus へのアップデートは提供されないことが発表された。これによって公式でのアップデートは実質上Android 4.3をもって終了した。

一方、サードパーティが提供するカスタムROMでは、XDA等がAndroid 7.1 Nougatまで対応している。

## ハードウェア
Galaxy Nexusでは曲面ガラスを使用した4.65インチの1280×720ピクセルに高精細のSuper AMOLED方式のPenTile配列の有機ELディスプレイ、テキサス・インスツルメンツ OMAP 4460(ARM Cortex-A9) 周波数1.2GHzのデュアルコアプロセッサ、PowerVR SGX540のグラフィックスチップ、1GBのRAMを搭載している。
他に1,750mAhのバッテリー、1.3メガピクセルのフロントカメラ、5メガピクセルの背面カメラを搭載し、1080p（1920×1080、プログレッシブ）のビデオ撮影、第4世代移動通信システム(4G)、Wi-Fi a/b/g/n、Bluetooth、GPS、気圧計、近距離無線通信(NFC)、16GBまたは32GBの内蔵ストレージが搭載されている。
また、マイクロUSB 2.0のポートを通じてMHL (Mobile High-definition Link) のホストもサポートしている。これはGalaxy Nexusの出力から1080pのオーディオ・ビジュアルのコンテンツをHDMIを通じて高精細度のテレビ受像機などの映像機器に映しだすことが可能となる。
Galaxy Nexusに物理的なボタンはないが、かわりに一部のAndroid 4.0端末より画面上で表示されるソフトキーの機能をシステムソフトウェアに組み込まれた。また、3色の通知LEDは先代のNexus Sで一度消滅したものの、Galaxy Nexusでは再び搭載された。
3.5mmのヘッドホン用ジャックは端末下部に設けられており、カメラは背面上部中央に設置されている。また、端末の内部ストレージは16GBあるいは32GBを搭載しており、これはモデルに依存している。

## ソフトウェア
Galaxy NexusはAndroid 4.0 Ice Cream Sandwichを搭載する初の端末で、多くの新たな機能の追加と修正が行われた。以下はその一例である。
- 速度とパフォーマンスの強化。
- 声を使ったタイピング。 (Voice typing)
- 物理的なボタンにかわり、ソフトウェアとして実現したボタン。
- 新しいタブにウィジェットを切り分けられる。
- カレンダーでの拡大縮小。
- ロック画面から直接アプリにアクセスできる機能。（HTC Sense 3.xに似た機能）
- コピーアンドペースト機能の修繕。
- Face Unlock（顔認証によるロック解除）
- 最大16タブまで開けるウェブブラウザ。
- 設定のデータ使用の欄において、ユーザーがあらかじめ設定したデータ使用量に到達すると警告を出す、そしてデータ通信を停止する機能。
- シャッターラグなし、コマ抜き、パノラマ、録画中のズーム機能の搭載。
- 写真加工ソフトの内蔵。
- 新しいギャラリー機能。場所や人の情報で整理できる。
- Android Beam. NFCを用いて、ブックマークやアドレス帳、YouTubeのビデオやその他データの転送。
- Wi-Fi Direct
- 背面の5メガピクセルのカメラで最大1080p HD (1920x1080, 24fps)の動画撮影。
- 前面の1.3メガピクセルカメラで最大720p HD (1280x720, 30fps)の動画撮影。
- 新たなデザインのAndroid Market. Adobe Flash PlayerやGoogle開発のアプリ、その他400,000を超えるアプリ。

## 各モデル
各モデル毎の仕様表。
| 製品番号     | GT-i9250                                                                                 | GT-i9250M                                                                                | SCH-i515                                                                               | SPH-L700                                                                               | SGH-N044 SC-04D                                                                       |
| 2G/3G        | GSM:850/900/1800/1900MHz UMTS:850/900/1700/1900/2100MHz GPRS/EDGE/UMTS/HSDPA/HSUPA/HSPA+ | GSM:850/900/1800/1900MHz UMTS:850/900/1700/1900/2100MHz GPRS/EDGE/UMTS/HSDPA/HSUPA/HSPA+ | CDMA:800/1900MHz cdmaOne/CDMA2000 1xRTT/CDMA2000 1xEV-DO Rel. 0/CDMA2000 1xEV-DO Rev A | CDMA:800/1900MHz cdmaOne/CDMA2000 1xRTT/CDMA2000 1xEV-DO Rel. 0/CDMA2000 1xEV-DO Rev A | GSM:850/900/1800/1900MHz UMTS:800/2100MHz GPRS, EDGE, UMTS, HSDPA, HSUPA, HSPA+, FOMA |
| LTE          | なし                                                                                     | なし                                                                                     | 700MHz                                                                                 | 1900MHz                                                                                | なし                                                                                  |
| SoC          | Texas Instruments OMAP 4460                                                              | Texas Instruments OMAP 4460                                                              | Texas Instruments OMAP 4460                                                            | Texas Instruments OMAP 4460                                                            | Texas Instruments OMAP 4460                                                           |
| 動作周波数   | 1.2GHz 2コア                                                                             | 1.2GHz 2コア                                                                             | 1.2GHz 2コア                                                                           | 1.2GHz 2コア                                                                           | 1.2GHz 2コア                                                                          |
| RAM          | 1GB                                                                                      | 1GB                                                                                      | 1GB                                                                                    | 1GB                                                                                    | 1GB                                                                                   |
| ROM          | 16/32GB                                                                                  | 16GB                                                                                     | 32GB                                                                                   | 32GB                                                                                   | 16GB                                                                                  |
| OSバージョン | 4.0.3→4.3にアップデート可能                                                              | 4.0.3→4.3にアップデート可能                                                              | 4.0.1→4.2.2にアップデート可能                                                          | 4.0.4→4.2.2にアップデート可能                                                          | 4.0.1→4.2.2にアップデート可能。                                                       |
| 重量         | 135g                                                                                     | 135g                                                                                     | 144g                                                                                   | 144g                                                                                   | 135g                                                                                  |

## 発売概況
Nexus OneおよびNexus Sに続き、Galaxy NexusにおいてもSIMロックフリーでの販売がなされているところもある。

### ヨーロッパ
イギリスでは"O2"および"3"の2つのキャリアから2011年11月17日に499.99UKポンドから、HSPA+版の16GBモデルのみ発売されている。

### 北アメリカ
カナダではベル・モビリティとヴァージョン・モバイルから2011年12月8日に、ロジャース・ワイヤレスとテラスでは2012年1月に発売された。
アメリカ合衆国ではベライゾン・ワイヤレスとスプリント・ネクステルからLTE版が提供された。
また電子決済サービスのGoogle ウォレットに対応している。

### アジア・太平洋地域
日本ではNTTドコモからSC-04Dの型番として発売されており、docomo NEXT seriesに分類されている。HSPA+版の16GBモデルのみ販売されている。
インドでは2012年1月21日、フィリピンでは2012年1月28日、バーレーンでは2012年3月4日にそれぞれ発売された。